# Мишкиняй (Лаздинай)
Мишкиняй (рус. Лесники, Лесьники; лит. Miškiniai; пол. Leśniki) — часть (район) города Вильнюса, расположенная к востоку от Лаздиная, на правом берегу реки Вилия, недалеко от Лаздинайского моста. Рядом расположены выставочный зал LITEXPO и бывший тепличный комплекс. В основном состоит из собственных домовладений, расположенных по улицам К. Ельскё (лит. K. Jelskio gatvė), Мишкиню (лит. Miškinių gatvė), Шалтуну (лит. Šaltūnų gatvė), Э. Шимкунайтес (лит. E. Šimkunaitės gatvė).

## История
В конце XIX века в деревне Лесники проживало 75 человек (69 католиков, 6 евреев). В 1905 году в Рудоминской волости, в усадьбе Мишкиняй (Лесники), фольварке, деревне и школе жили 115 человек, в 1931 году проживало 132 человека. В 1957 году Мишкиняй были не только на правом берегу реки Вилия за Каролинишскими горами, но и на левом берегу Вилии - Мишкиняй возле парка Вингис.

## Транспорт
В Мишкиняй находится большая развязка дорог (проспект Лайсвес пересекается с улицей Осло).
На проспекте Лайсвес есть остановки «Мишкиняй» и «ЛИТЭКСПО» (лит. „Miškiniai“, „LITEXPO“; автобусы № 21, 54 и троллейбусы № 16, 18), на улице Щилтнамю есть остановка «Щилтнамю жедас» (лит. „Šiltnamių žiedas“; автобус № 69).